# Jõgevamaa
Jõgevamaa (Estisch ook: Jõgeva maakond) is een van de vijftien provincies van Estland. Ze ligt in het oosten van het land en grenst aan Ida-Virumaa in het noordoosten, Tartumaa in het zuiden, Viljandimaa in het zuidwesten, Järvamaa in het noordwesten en Lääne-Virumaa in het noorden. Jõgevamaa ligt aan het Peipusmeer, dat de grens met Rusland vormt. Op 1 januari 2023 telde de provincie 27.739 inwoners.
Op de grens met de buurprovincies Järvamaa en Lääne-Virumaa ligt het Natuurreservaat Endla.

## Gemeenten
De provincie is verdeeld in drie gemeenten:
- Jõgeva
- Mustvee
- Põltsamaa

## Foto's

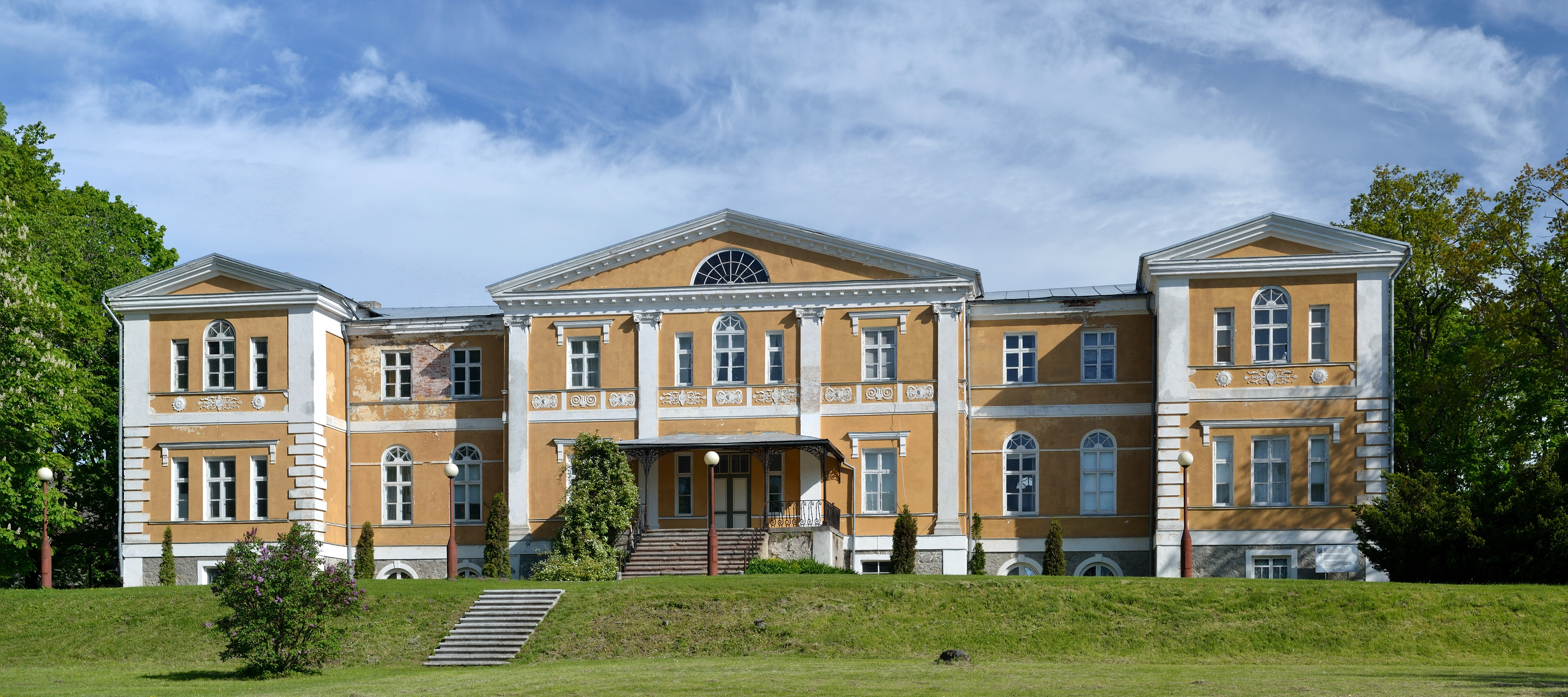
Het landhuis van Kuremaa
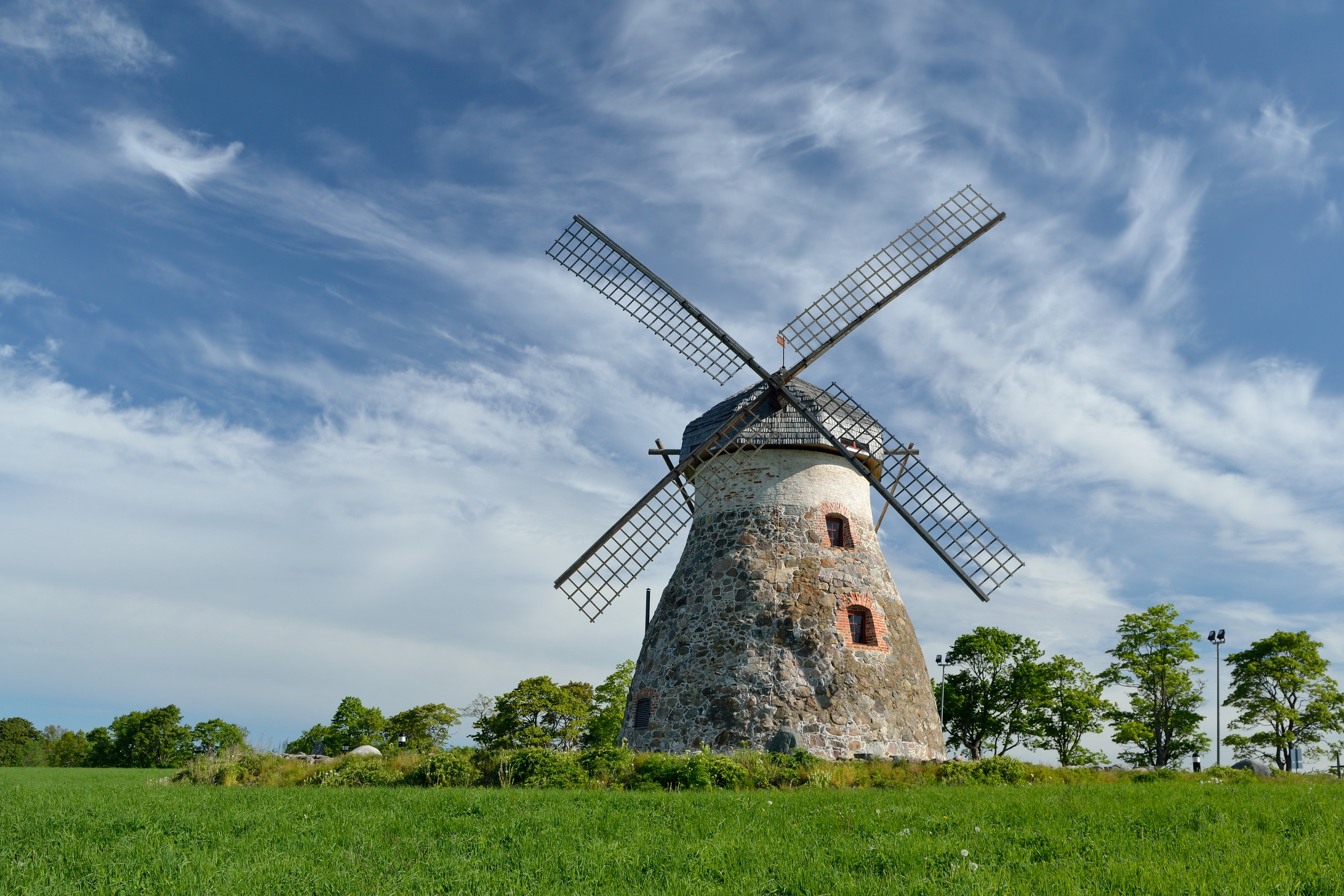
De molen van Kuremaa in Mooritsa
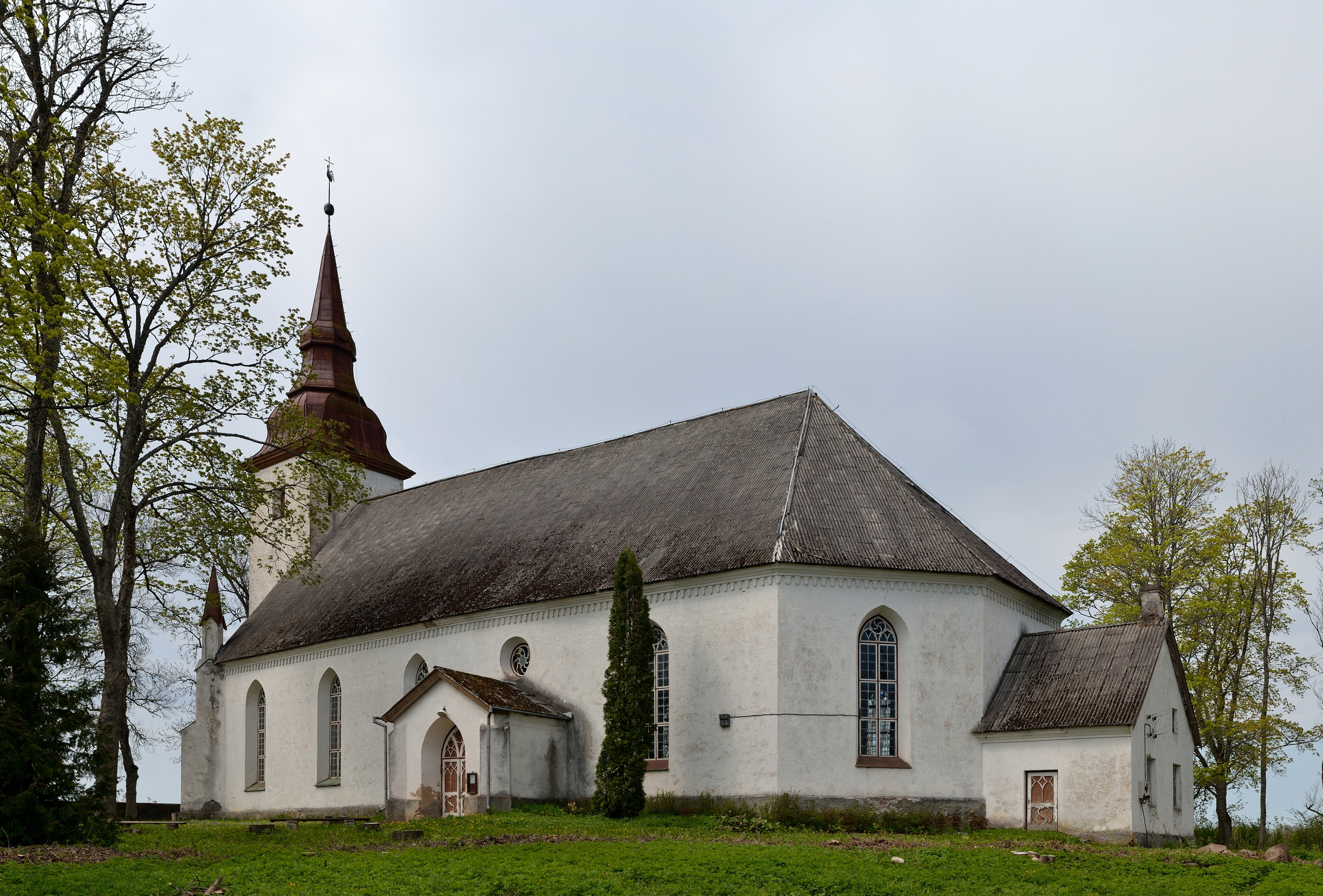
De kerk van Torma in Vanamõisa
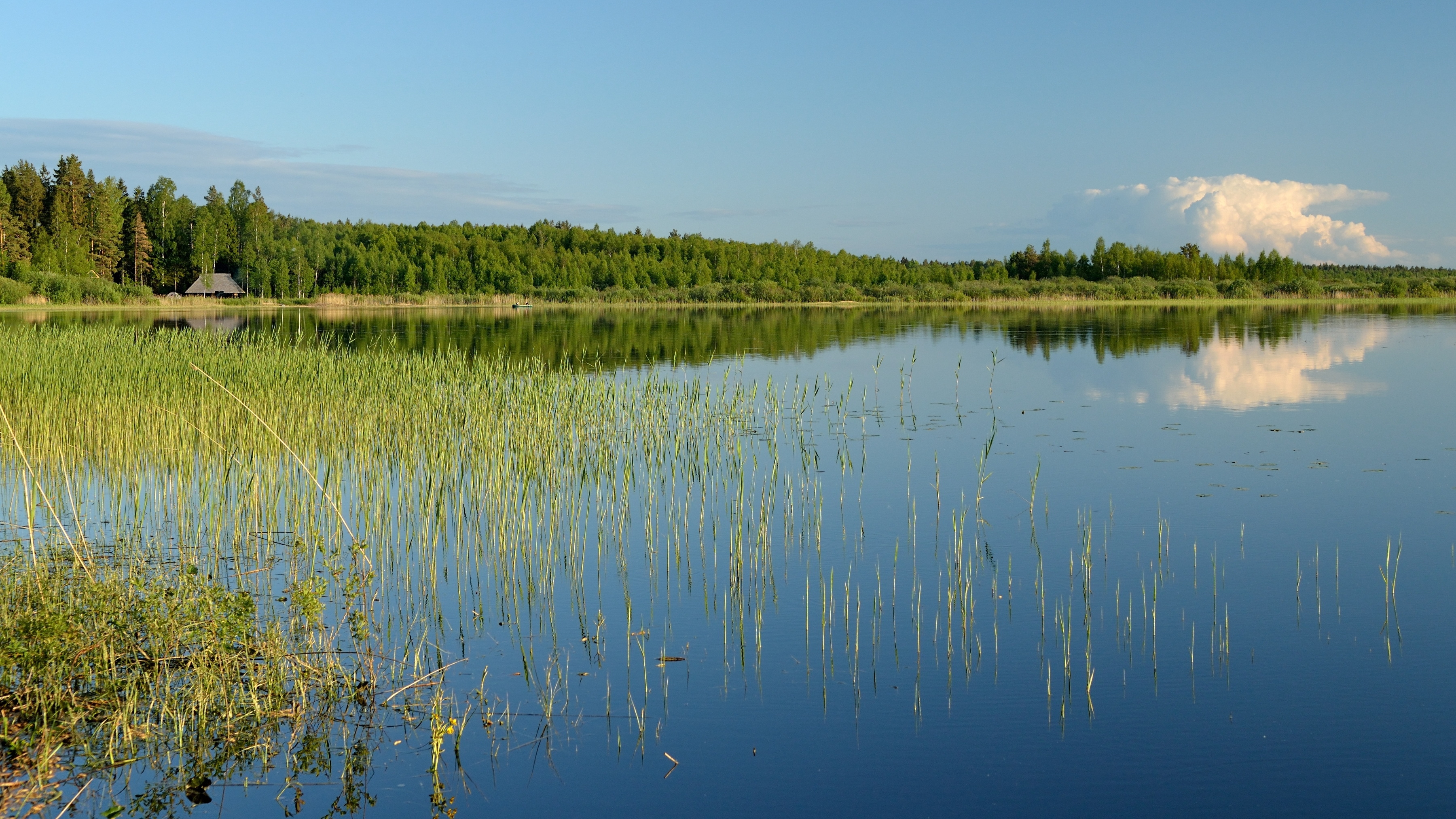
Het meer Kaiu järv
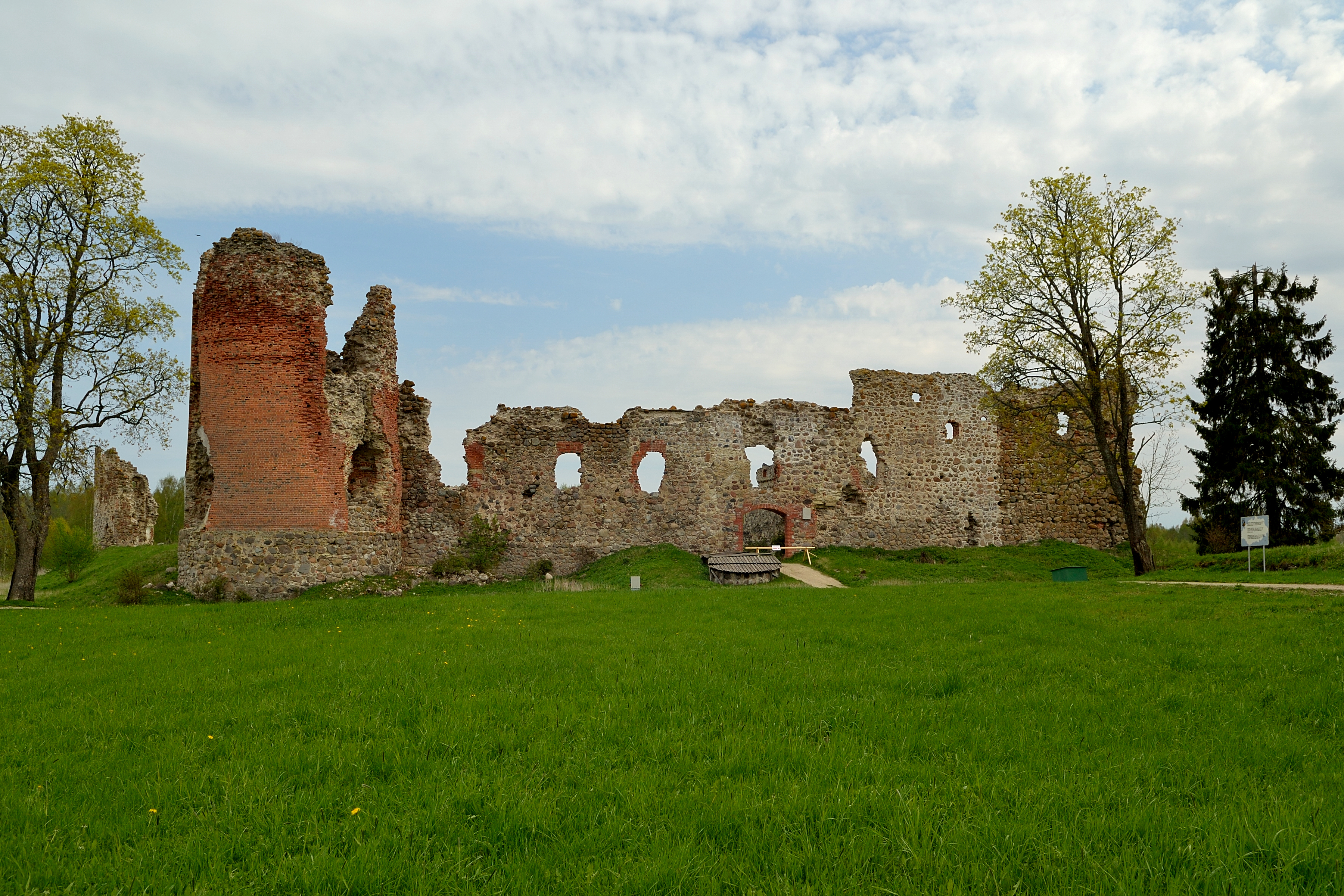
De burcht van Laiuse in Laiusevälja
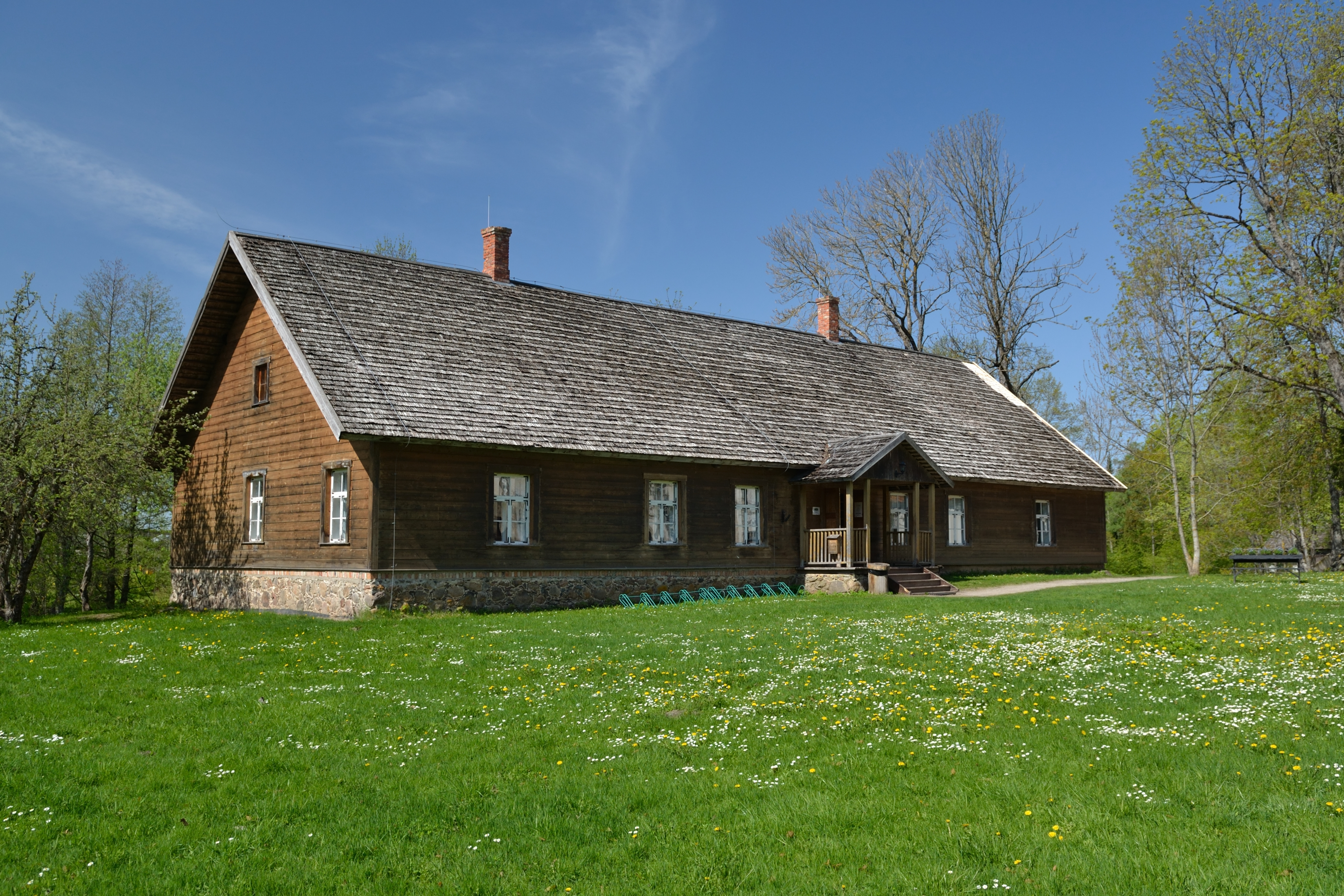
Parochieschool in Palamuse

Harjumaa · Hiiumaa · Ida-Virumaa · Järvamaa · Jõgevamaa · Läänemaa · Lääne-Virumaa · Pärnumaa · Põlvamaa · Raplamaa · Saaremaa · Tartumaa · Valgamaa · Viljandimaa · Võrumaa